# Festival de Musique Afrobeat International
 (juillet 2024).
Le Festival de Musique Afrobeat International est un festival de musique qui se tient chaque année depuis 2012 à Ouagadougou (Burkina Faso) autour du genre musical Afrobeat. C’est l’un des plus grands rendez-vous musicaux du Burkina Faso. Le Festival accueil à chaque édition plus de 30 000 festivaliers et environs 30 artistes issus de tout le continent africain, dans la capitale burkinabè.

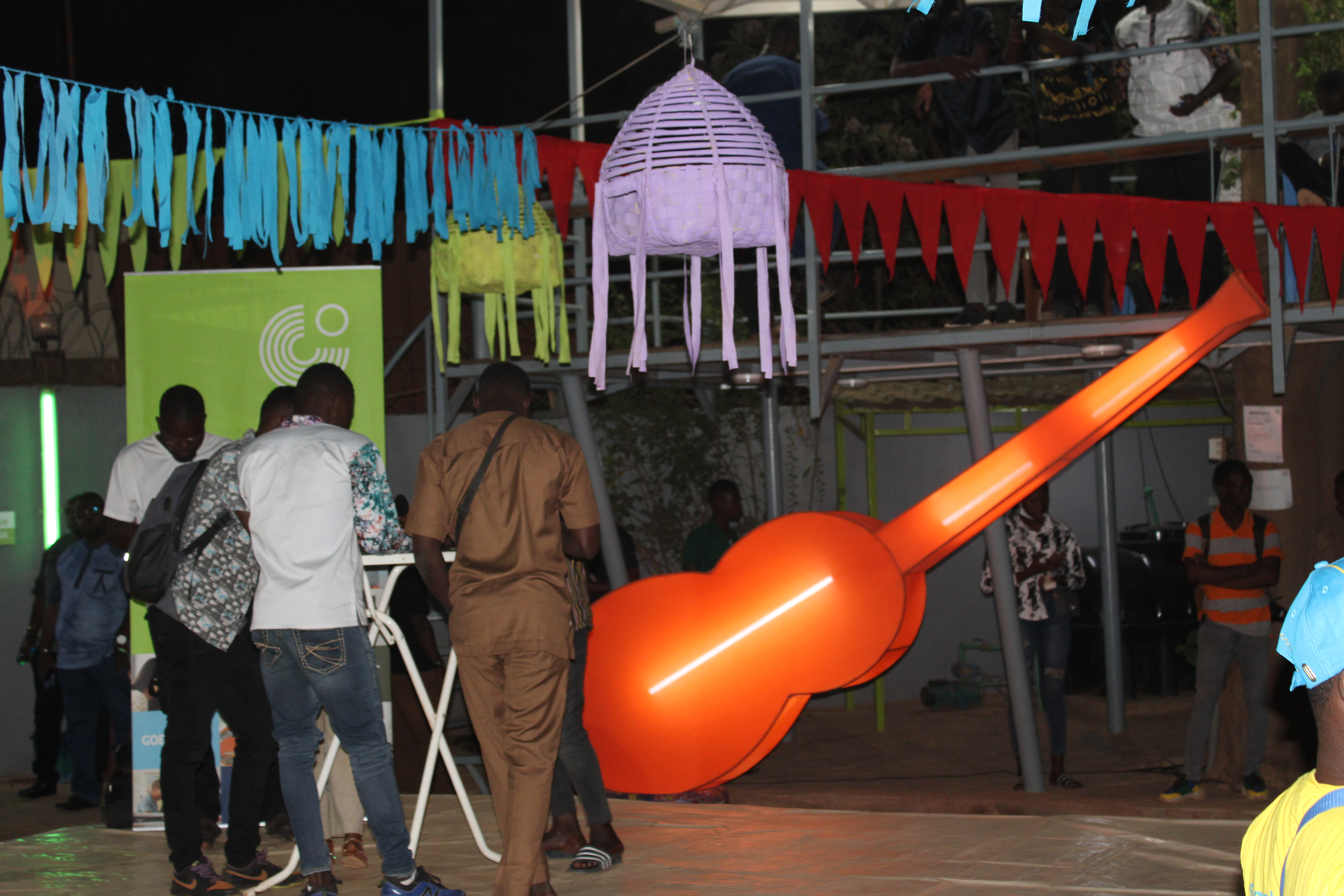
Festival de la musique afrobeat international 12è édition

## Historique
C’est dans le but de continuer l’œuvre du créateur du genre afrobeat, Fala Kuti que le Festival de musique afrobeat international a été créé au Burkina Faso en 2012. Ainsi, en plus d’être en cadre de promotion de la diversité et de la créativité artistique, ce festival défend également des causes liées aux droits de l’Homme et au développement sociaux économique par le biais de la musique. Le festival de musique afrobeat international est une initiative de Jean Marie Nabi, plus connu sous le nom de Zopito, qui est depuis lors le directeur de ce festival.  

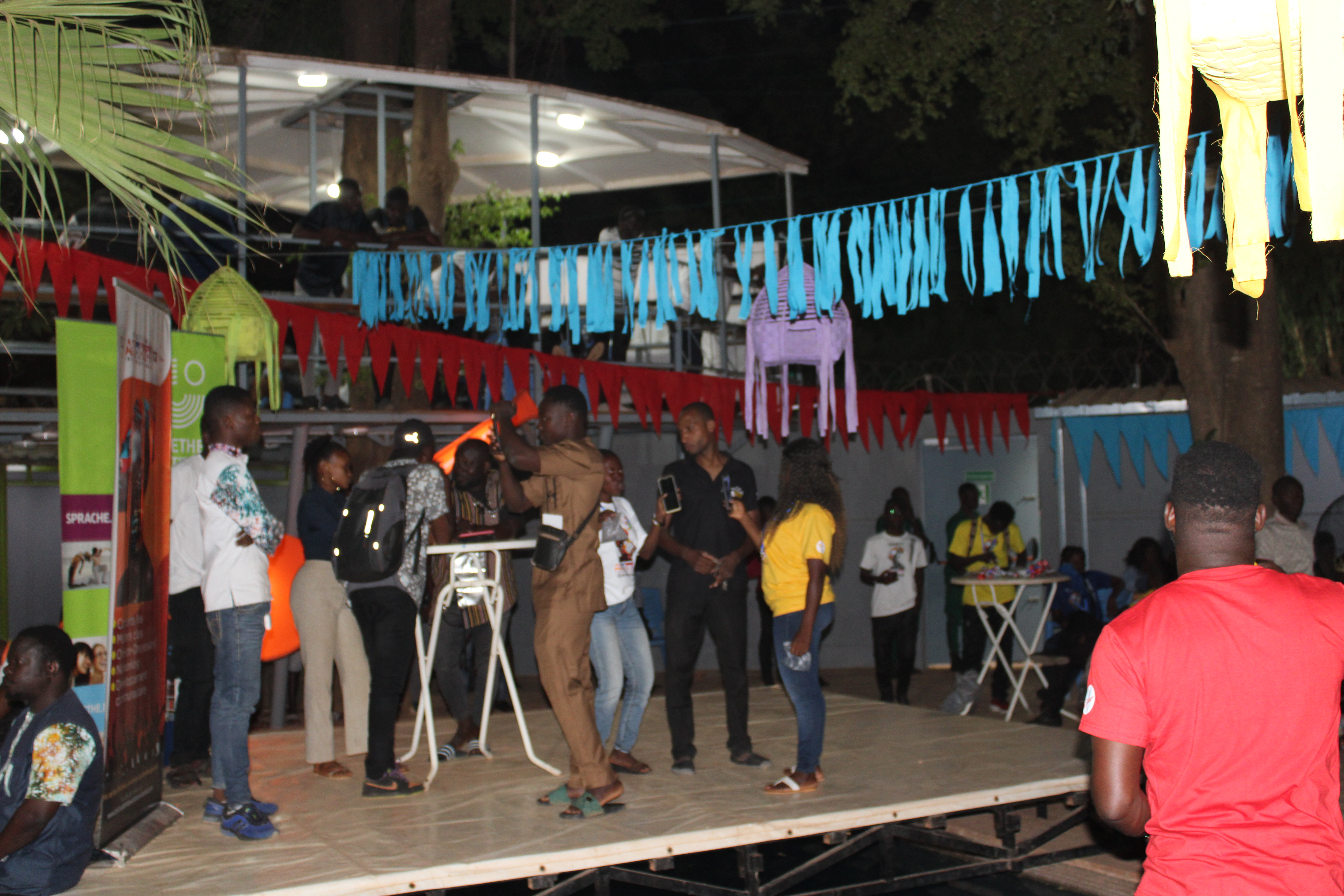
Festival de la musique afrobeat international 12è édition

## Les grands axes du festival

### Les concerts live
Le festival Afrobeat international, c'est 3 jours de concerts live réunissant sur une même scène des artistes locaux, nationaux et internationaux. Depuis sa création, le festival a accueilli des grands noms de la musique burkinabè et africaine tels que: Smarty, Floby, Serge Benaud, Blem, Prince Zoetaba, Ella Nikiema, Huguo Boss, Amzy, Reman, Afara Atsena, Elty, Kayawoto, Dez Altino, Bil Aka Kora, Frère Malkhom, Greg, Barack La voix d’or, Thaliane, Cheezy, Zabda, Freeman Tapily et bien d'autres .  

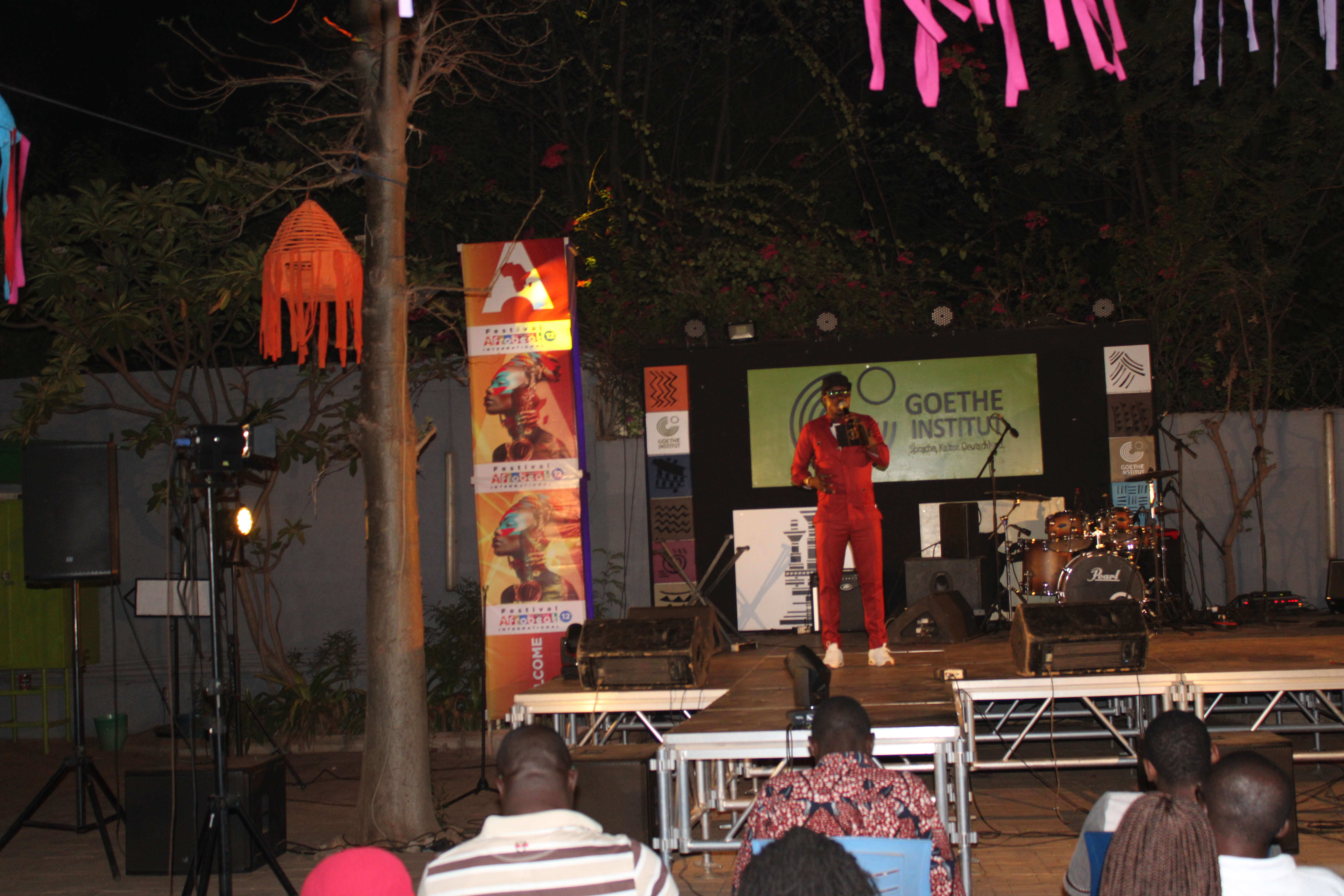
Festival de la musique afrobeat international 12è édition

### Le gala des partenaires
Cette soirée se démarque comme une soirée de reconnaissances et de distinctions des partenaires techniques et financiers qui soutiennent le festival. C'est aussi une occasion pour le festival de faire un plaidoyer pour plus d'investissement dans les activités sociaux qu'effectue le festival. Les points essentiels de cette soirée gala sont:
- Dîner de prestige

- Présentations artistiques
- Distinction honorifique des partenaires et mécènes

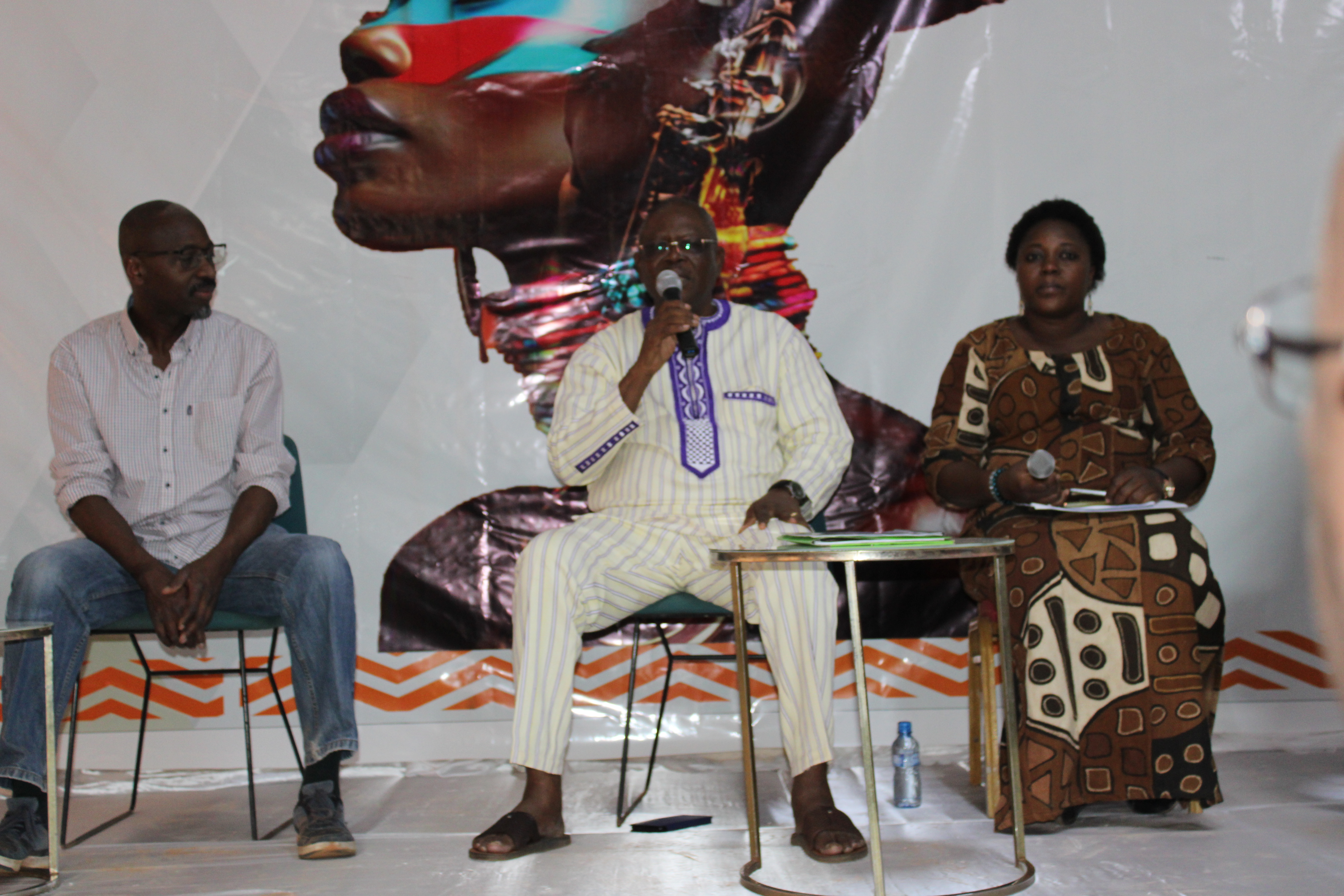
Festival de la musique afrobeat international 12è édition

- Plaidoyers.

### Les conférences
Les conférences et master class en marge du festival, sont des cadres d'échange entre experts, amateurs de musique, professionnels du secteur et aux étudiants autour des thématiques tels que l’impact social de la musique, les défis et opportunités pour les artistes émergents, les nouvelles tendances dans l’industrie musicale, et la contribution de la musique à la paix et au développement.
Ce sont aussi des moments de renforcement des connaissances et les compétences des artistes émergents, des gestionnaires d’événements et d’autres acteurs de l’industrie culturelle. La gestion de carrière artistique, les techniques de performance scénique, la production musicale, la gestion d’événements, et l’utilisation des nouvelles technologies dans la création artistique sont entre autres les sujets sur lesquels les jeunes sont outillés. 

### Foire d'exposition
La foire d'exposition ou encore "le village du festival" est le lieu festif de ses rencontres musicales. C'est une rue marchande où l'on trouve des objets d'arts et de la gastronomie burkinabè et africaine. Ce cadre offre aux festivaliers un espace pour découvrir la diversité de la culture africaine et burkinabè, ainsi que toute l'économie qui se développe autour du festival. 

### Le volet social
En plus d'être un festival de promotion de la diversité musicale du Burkina Faso et de l'Afrique, le festival afrobeat international s'engage aussi pour le développement social du pays. Durant ses différentes éditions, on peut citer au nombre des réalisations dans ce sens : 
- Des séances de dépistage de l'Hépatite B, du diabète, et de VIH/SIDA[6],
- Réhabilitation du centre d'éveil et d'éducation du secteur 16 construit sous Thomas Sankara vers 1984[7],
- Aménagement de 05 rues,
- Don de poubelles écologiques[8].

## Les innovations
- 2024: Soirée "éclosion" dédié à la présentation des projets numérique portés par des jeunes pour le développement de la musique[9].

## Prix et distinctions
- 2020: Meilleur festival du Burkina Faso au 12 personnalités culturelles de l’année (12 PCA)
- 2021: Meilleur festival du Burkina Faso au FASO MUSIC AWARDS (FAMA)[10],
- 2022: Meilleur festival du Burkina Faso au FASO MUSIC AWARDS (FAMA)[11].